# Cantó d'Auch sud-oest
Auch Sud-Ouest és un cantó del departament francès del Gers, amb les següents comunes:
- Auch
- Barran
- Lo Brolh e Montverd
- Durban
- Lasseran
- La Seuva Pròpra
- Pavia
- Sent Joan lo Comdau

## Història
| Data d'elecció                           | Identitat       | Partit | Qualitat |
| ---------------------------------------- | --------------- | ------ | -------- |
| 1976-2008                                | Claude Bétaille | PS     |          |
| 2008-                                    | Franck Montaugé | PS     |          |
| les dades anteriors no són pas conegudes |                 |        |          |
|                                          |                 |        |          |